# Divisione di Keeler
La Divisione di Keeler (così battezzata in onore di James Keeler) è uno spazio vuoto presente nel sistema di anelli del pianeta Saturno, all'interno del brillante Anello A; l'assenza di materiale in questa ristretta banda è dovuta alla presenza al suo interno dell'orbita di un satellite minore del pianeta, Dafni.